# 초량역
초량역(Choryang station, 草梁驛)은 부산광역시 동구 초량동에 있는 부산 도시철도 1호선의 전철역이다. 근처에 부산항국제여객터미널, 주부산 일본 총영사관과 부산보훈복지회관 등이 있다.

## 특징
본래 이 역은 처음 초량역으로 영업을 개시한 후, 1999년에 초량동역으로 역명이 변경되었다가, 2010년에 다시 초량역으로 역명이 환원된 역이다.
초량 교차로에 역이 있으며, 3번 출구는 고관로에 있고 나머지 출구는 중앙대로에 있다. 출구 확장으로 인해 역사가 길게 지어진 편이며, 3번 출구, 9번 출구, 12번 출구 앞에 시내버스 정류장이 있다.
3번 출구가 많이 앞쪽에 있는 편이라서, 3번 출구 앞의 시내버스 정류장에 내려 이 역으로 지하철을 타러 가려면 승강장까지 상당히 많이 걸어가야 한다.
부산항국제여객터미널로 가려면 이 역의 6번 출구로 나간 후 제 1 지하차도 방면으로 약 15분 정도 걸어가면 된다.
또한 이 역 앞에서 22번 시내버스로 환승하면 수정산복도로, 성북고개 쪽으로 갈 수 있다.

## 역사
- 1987년 5월 15일 : 부산 도시철도 1호선 개통과 함께 초량역으로 영업 개시
- 1999년 6월 30일 : 초량동역으로 역명 변경
- 2010년 2월 24일 : 초량역으로 역명 환원

## 역 구조
승강장은 2면 2선식의 상대식 승강장으로 운영된다. 승강장에는 스크린도어가 설치되어 있다.
- 반대편횡단: 불가능

### 승강장
| 부산역 ↑ |
| \| 상    |
| ↓ 부산진 |

| 상행 | ● 부산 도시철도 1호선 | 다대포해수욕장 방면      |
| 하행 | ● 부산 도시철도 1호선 | 서면·연산·동래·노포 방면 |

## 역 주변
- 국토교통부 부산지방국토관리청
- 경부선 부산역
- 조선일보
- 부산중학교
- 부산고등학교
- 초량3동
- 제3부두
- 부산건설회관
- 정발장군동상
- 항운회관
- 주부산 일본 총영사관
- 한국부동산원
- 근로복지공단 부산지역본부
- 부산여자기독교청년회
- 초량3동주민센터

## 승차량 변동
| 노선  | 승차 인원 | 승차 인원 | 승차 인원 | 승차 인원 | 승차 인원 | 승차 인원 | 승차 인원 | 승차 인원 | 승차 인원 | 승차 인원 | 승차 인원 | 승차 인원 | 승차 인원 | 승차 인원 | 주 석 |
| 노선  | 2002년    | 2003년    | 2004년    | 2005년    | 2006년    | 2007년    | 2008년    | 2009년    | 2010년    | 2011년    | 2012년    | 2013년    | 2014년    | 2015년    | 주 석 |
| ----- | --------- | --------- | --------- | --------- | --------- | --------- | --------- | --------- | --------- | --------- | --------- | --------- | --------- | --------- | ----- |
| 1호선 | 9004      | 8233      | 7579      | 6930      | 6139      | 5599      | 5956      | 5998      | 5992      | 6263      | 6014      | 6014      | 6190      | 6275      | [ 1 ] |

## 사진

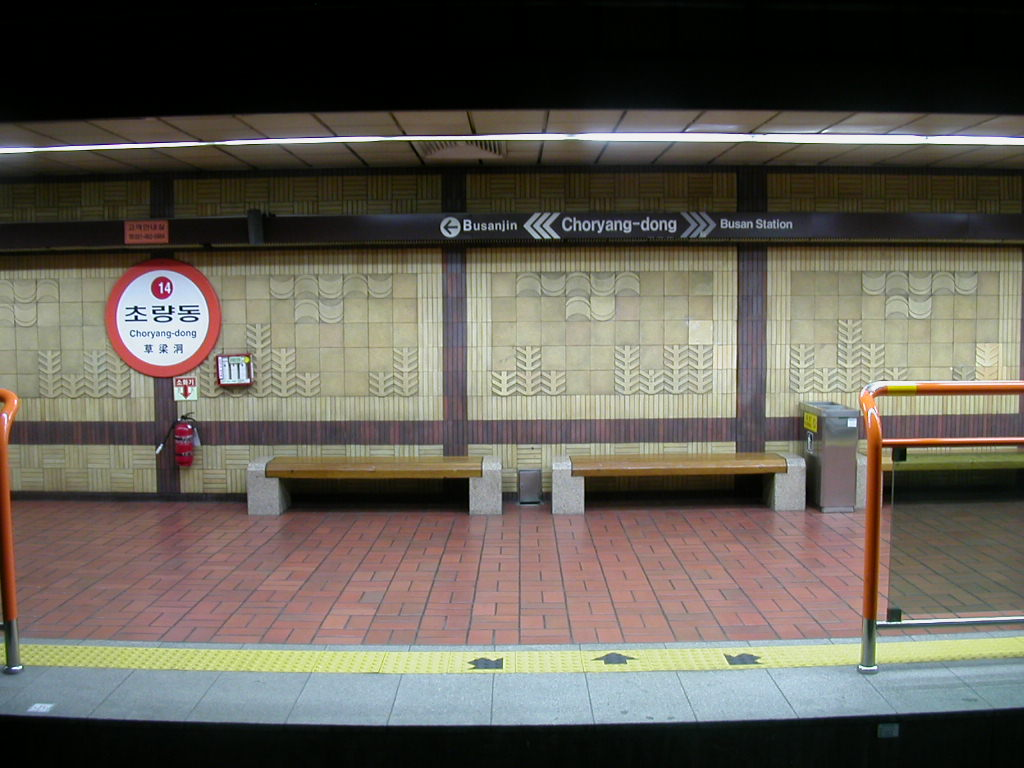
승강장 (초량동역 시절, 스크린도어 설치 전)
벽화 (노포 방면 승강장)
벽화 (다대포해수욕장 방면 승강장)

## 인접한 역
| 부산 도시철도 1호선            | 부산 도시철도 1호선   | 부산 도시철도 1호선         |
| ------------------------------ | --------------------- | --------------------------- |
| 113 부산역 다대포해수욕장 방면 | ● 부산 도시철도 1호선 | 115 부산진 (지하) 노포 방면 |